# Peter Wilhelm Dröscher

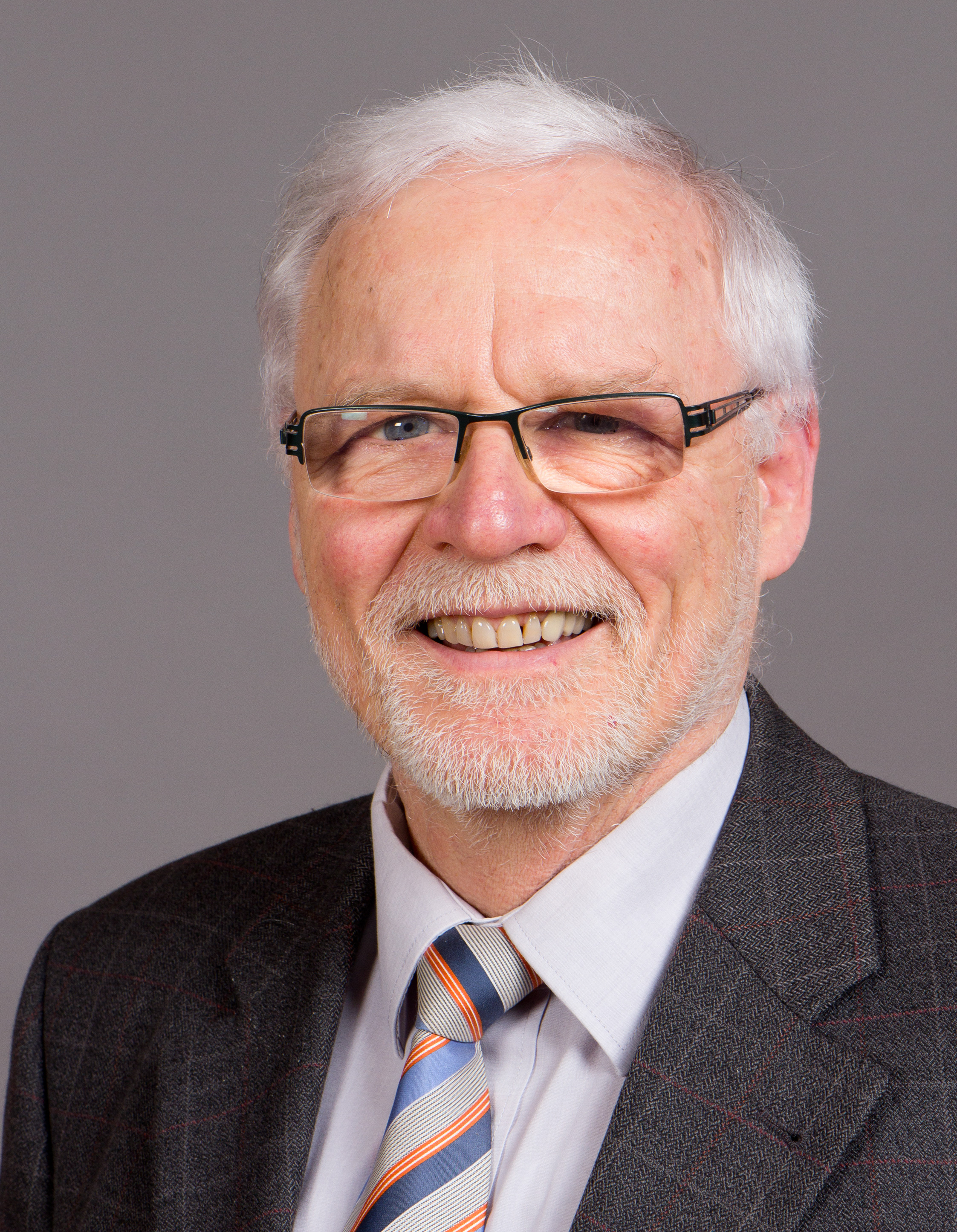
Peter Wilhelm Dröscher (2014)

Peter Wilhelm Dröscher (* 11. Juni 1946 in Kirn; † 16. Dezember 2020 in Bad Kreuznach) war ein deutscher SPD-Politiker und vom 20. Mai 1996 bis zum 30. Juni 2014 Mitglied des Rheinland-Pfälzischen Landtags.

## Leben
Peter Wilhelm Dröscher war der Sohn Wilhelm Dröschers. Er machte nach dem Abitur eine Ausbildung zum Industriedesigner und studierte Gesellschaftswissenschaften in Darmstadt (Abschluss M.A.). Von 1979 bis 1990 arbeitete er als Leiter einer Heimvolkshochschule in Oer-Erkenschwick. Anschließend arbeitete er bis 1996 als Leiter des Projekts Geriatrie/Altenhilfe sowie der Altenpflegeschulen im Elisabethenstift Darmstadt. Dröscher war verheiratet und hatte drei erwachsene Kinder. Später lebte er mit seiner Frau in seinem Elternhaus in Kirn.
Er starb am 16. Dezember 2020 an den Folgen von COVID-19.

## Politische Laufbahn
Dröscher war ab 1969 Mitglied der SPD. Von Mai 1996 bis Juni 2014 vertrat er den Wahlkreis Kirn-Bad Sobernheim im Rheinland-Pfälzischen Landtag. Er war von 2003 bis 2013 Landesvorsitzender der SPD-Arbeitsgemeinschaft „60 plus“.
Im Landtag Rheinland-Pfalz hatte Dröscher die Funktionen des Vorsitzenden des Petitionsausschusses und der Strafvollzugskommission sowie des demografiepolitischen Sprechers der SPD-Landtagsfraktion inne.

## Öffentliche Ämter
- 1989–1990 Mitglied des Rates der Stadt Oer-Erkenschwick
- 1994–2004 Mitglied des Stadtrates Kirn
- ab 1999 Mitglied des Kreistages Bad Kreuznach
- ab 2004 1. Beigeordneter der Stadt Kirn